# Holger Stromberg

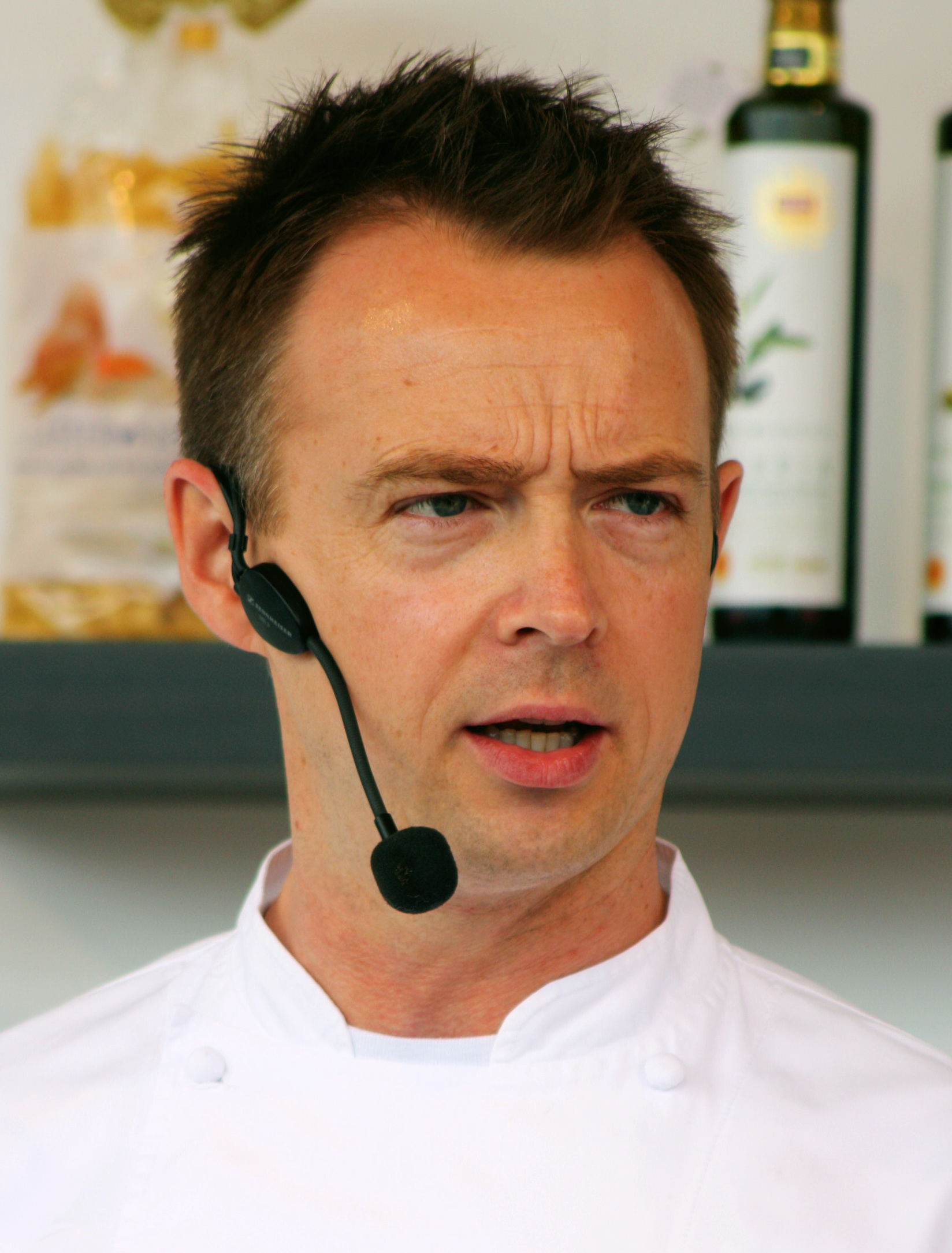
Holger Stromberg (2011)

Holger Stromberg (* 15. März 1972 in Münster) ist ein deutscher Küchenmeister, Fernsehkoch und Autor.

## Werdegang
Holger Stromberg entstammt einer Familie, die seit 150 Jahren in der Gastronomie tätig ist. Er wuchs in Waltrop auf, wo seine Eltern das Gasthaus Stromberg betrieben, bis er dieses im Jahr 2005 mit seinem Geschäftspartner Stefan Manier selbst übernahm.
Zur Kochausbildung ging Stromberg nach Oberboihingen in den Gasthof Zur Linde. Über Stationen in mehreren Sterne-Restaurants arbeitete er sich zum Küchenchef hoch, unter anderem im Schwarzen Adler in Oberbergen, im Le Crocodile in Straßburg, im Santabbondio in Lugano, im Goldschmieding in Castrop-Rauxel und im Restaurant Mark's des Hotels Mandarin Oriental in München. Nach eigener Angabe war Stromberg mit 23 Jahren der jüngste Koch Deutschlands, dessen Restaurant mit einem Michelin-Stern ausgezeichnet wurde.

## Selbständiger Gastronom
2002 machte sich Stromberg selbständig und arbeitet außerhalb der klassischen Sterneküche in den Feldern Catering und Kochveranstaltungen. 2003 eröffnete er zusätzlich die „Veranstaltungslocation“ Kounge.
2005 bis 2009 führte er das G-Munich in München, eine Kombination aus Restaurant, Bar und Lounge. Zudem übernahm er 2005 das elterliche Gasthaus Stromberg in Waltrop, das sein Geschäftspartner Stefan Manier betreibt. Die Firma Stromberg Catering bietet europaweit Gastronomie für Großveranstaltungen an.
Von August 2007 bis 2017 gehörte Stromberg als Koch der deutschen Fußballnationalmannschaft zum Betreuerstab des Deutschen Fußball-Bundes. Am 31. Januar 2017 gab er bekannt, dass er diesen Job nicht mehr ausführen werde. Er steht dem DFB dennoch weiterhin als Ernährungsberater zur Seite.
Im Januar 2009 eröffnete Stromberg in München die Currywurstbude Curry 73, die er im Oktober 2017 wieder schloss.

## Gastronomisches Engagement
Stromberg engagierte sich bereits früh über die eigene Küche hinaus. 1997 war er Gründungsmitglied der Köchevereinigung Die jungen Wilden, die er von der Gründung bis Ende 2004 als Präsident leitete. Der Zusammenschluss von Nachwuchsköchen setzt sich unter dem Motto „Für uns ist Kochen Religion“ für die Abkehr von althergebrachten Gastronomieregeln und für junge und avantgardistische Koch- und Gastronomiekonzepte ein.

## Medienpräsenz
Stromberg veröffentlichte – zum Teil in eigenen Kolumnen – eine große Zahl von Artikeln über das Kochen in Print-Medien, unter anderem in Der Feinschmecker, Stern, Süddeutsche Zeitung, Die Welt, Cosmopolitan, Vogue, Glamour, Bunte und Gala. 2005 veröffentlichte er ein Buch mit dem Titel Kochen. Leidenschaft. Perfektion. Unter dem Titel „Nachgesalzen“ schreibt Stromberg gemeinsam mit anderen Köchen in einem Blog bei Zeit Online.
Bekannt wurde Stromberg auch durch eine große Zahl von Fernsehauftritten, unter anderem in den Sendungen Leben und Wohnen (tm3), Lanz kocht (ZDF), Stadtgeflüster (TV München), Championsday (Sat.1), Internet-Couch (Bayerisches Fernsehen), Angemacht (WDR Fernsehen), München Live (RTL) und ZDF-Fernsehgarten (ZDF). Am häufigsten trat er in der Sendung Punkt 12 von RTL auf, in der er zwischen Mai 2004 und Dezember 2006 14-täglich zu Gast war.